# 아줌마 (영화)
"아줌마"(영어: Ajoomma, 중국어: 花路阿朱媽)는 2022년 개봉한 싱가포르, 대한민국의 드라마 영화이다. 슈밍 히가 감독과 공동각본을 맡았다. 한류에 빠진 중년의 싱가포르 여성의 삶을 그린 작품이다. 제95회 아카데미상 국제영화상 부문 싱가포르 출품작이다. 